# Списак папских конклава
До 2023. године је било 110 папских избора које Католичка црква тренутно признаје као легитимне. Све до 1059. године, није постојао устаљени процес за папско наслеђе, и папе су често бирани уз значајно световно учешће, ако не и директним именовањем. Од проглашења папске буле, In nomine Domini (1059). године, коју је издао Папа Никола II, право гласа је ограничено на Кардиналски збор.
Папски избори од 1276. године попримају облик папских конклава, односно избора којег прати скуп правила и процедура прописаних у декрету Ubi periculum (1274) и каснијим папским булама. Поштовање правила конклаве варирало је до 1294. године, али су сви папски избори од тада пратили релативно сличне процедуре конклаве.
Иако су се кардинали, историјски гледано, окупљали на неколицини других локација у Риму и шире, само пет избора од 1455. године одржано је изван Апостолске палате. Ван Рима одржано је двадесет осам папских избора у: Терачини (1088), Клунију (1119), Велетрију (1181), Верони (1185), Ферари (октобар 1187), Пизи (децембар 1187), Перуђи (1216, 1264. – 1265, 1285, 1292 – 1294, 1304 – 1305), Анањи (1243), Напуљу (1254, 1294), Витербоу (1261 – 1268 – 1271, јул 1276, август – септембар 1276, 1277, 1281 - 1282), у Арецу (јануар 1276), Карпентрасу / Лиону (1314—1316), Авињони (1334, 1342, 1352, 1362, 1370), Констанци (1417) и Венецији (1799—1800). Локације три избора су мењане док су избори били у току и то током избора 1268–71, 1292–94 и 1314–16. године.

## Папски избори
Курзивом су исписани избори на којима су изабрани поглавари (папе) које Католичка црква тренутно сматра антипапама.
| Избор                                     | Изабрани папа          | Место избора                                                                                | Извор           |
| ----------------------------------------- | ---------------------- | ------------------------------------------------------------------------------------------- | --------------- |
| Избор за папу 1061.                       | Папа Александар II     | Црква Светог Петра у ланцима (Рим)                                                          | [ 3 ]           |
| Избор за папу 1073.                       | Папа Гргур VII         | Црква Светог Петра у ланцима (Рим)                                                          | [ 4 ]           |
| Избор папе 1086.                          | Папа Виктор III        | Црква Свете Луције у Септисолију (Септисодијум) (Рим)                                       | [ 5 ]           |
| Избор за папу 1088.                       | Папа Урбан II          | Црква Светог Петра и Цезарија (Терачина)                                                    | [ 6 ]           |
| Избор за папу 1099.                       | Папа Паскал II         | Базилика Светог Климента (Рим)                                                              | [ 6 ]           |
| Избор за папу 1118.                       | Папа Геласије II       | Бенедиктински манастир на Палатину (Рим)                                                    | [ 7 ]           |
| Избор за папу 1119.                       | Папа Калист II         | Опатија Клини (Француска)                                                                   | [ 8 ]           |
| Избор за папу 1124.                       | Папа Хонорије II       | Сан Панкрацио (Рим)                                                                         | [ 9 ]           |
| Избор за папу 1130.                       | Папа Иноћентије II     | Свети Григорије Мањо ал Селио (Рим)                                                         | [ 10 ]          |
| Избор за папу 1130.                       | Антипапа Анаклет II    | Сан Марко (Рим)                                                                             | [ 10 ]          |
| Избор за папу 1143.                       | Папа Целестин II       | Базилика Светог Јована Латеранског (Рим)                                                    | [ 11 ]          |
| Избор за папу 1144.                       | Папа Луције II         | (Рим)                                                                                       | [ 11 ]          |
| Избор за папу 1145.                       | Папа Евгеније III      | Црква Светог Цезарија у Палатију (Рим)                                                      | [ 11 ]          |
| Избор за папу 1153.                       | Папа Анастасије IV     | (Рим)                                                                                       | [ 11 ]          |
| Избор за папу 1154.                       | Папа Хадријан IV       | Стара базилика Светог Петра (Рим)                                                           | [ 12 ]          |
| Избор за папу 1159.                       | Папа Александар III    | Стара базилика Светог Петра (Рим)                                                           | [ 13 ]          |
| Избор за папу 1159.                       | Антипапа Виктор IV     | Стара базилика Светог Петра (Рим)                                                           | [ 13 ]          |
| Избор за папу 1181.                       | Папа Луције III        | (Рим)                                                                                       | [ 14 ]          |
| Избор за папу 1185.                       | Папа Урбан III         | (Верона)                                                                                    | [ 14 ]          |
| Избор за папу октобра 1187.               | Папа Гргур VIII        | (Ферара)                                                                                    | [ 15 ]          |
| Избор за папу децембра 1187.              | Папа Климент III       | (Пиза)                                                                                      | [ 16 ]          |
| Избор за папу 1191.                       | Папа Целестин III      | (Рим)                                                                                       | [ 16 ]          |
| Избор за папу 1198.                       | Папа Иноћентије III    | Сетицонио (Рим)                                                                             | [ 16 ]          |
| Избор за папу 1216.                       | Папа Хонорије III      | Палата Каноника (Перуђа)                                                                    | [ 16 ]          |
| Избор за папу 1227.                       | Папа Гргур IX          | Сетицонио (Рим)                                                                             | [ 17 ]          |
| Избор за папу 1241.                       | Папа Целестин IV       | Сетицонио (Рим)                                                                             | [ 18 ]          |
| Избор за папу 1243.                       | Папа Иноћентије IV     | (Анањи)                                                                                     | [ 19 ]          |
| Избор за папу 1254.                       | Папа Александар IV     | (Напуљ)                                                                                     | [ 20 ]          |
| Избор за папу 1261.                       | Папа Урбан IV          | Катедрала у Витербу                                                                         | [ 20 ]          |
| Избор за папу 1264-65.                    | Папа Климент IV        | Палата каноника (Перуђа)                                                                    | [ 21 ]          |
| Избор за папу 1268-71.                    | Папа Гргур X           | Катедрала у Витербу Папска палата у Витербу                                                 | [ 22 ]          |
| Папска конклава из јануара 1276.          | Папа Иноћентије V      | Катедрала у Арецу                                                                           | [ 23 ]          |
| Папска конклава из јула 1276.             | Папа Хадријан V        | Базилика Светог Јован Латеранског (Рим)                                                     | [ 24 ] [ 25 ]   |
| Избор за папу септембра 1276.             | Папа Јован XXI         | Папска палата у Витербу                                                                     | [ 26 ]          |
| Избор за папу 1277.                       | Папа Никола III        | Папска палата у Витербу                                                                     | [ 26 ]          |
| Избор за папу 1280-81.                    | Папа Мартин IV         | Папска палата у Витербу                                                                     | [ 27 ]          |
| Избор за папу 1285.                       | Папа Хонорије IV       | Палата каноника (Перуђа)                                                                    | [ 28 ]          |
| Избор за папу 1287–88.                    | Папа Никола IV         | Корте Савела, надомакСвете Сабине (Рим)                                                     | [ 29 ]          |
| Избор за папу 1292–94.                    | Папа Целестин V        | Базилика Свете Марије Велике (Рим) Света Марија над Минервом (Рим) Палата Каноника (Перуђа) | [ 30 ]          |
| Папска конклава из 1294.                  | Папа Бонифације VIII   | Казтел Нуово (Напуљ)                                                                        | [ 31 ]          |
| Папска конклава из 1303.                  | Папа Бенедикт XI       | Базилика Светог Јована у Латерану (Рим)                                                     | [ 32 ]          |
| Папска конклава из 1304–05.               | Папа Климент V         | Perugia Cathedral                                                                           | [ 33 ]          |
| Папска конклава из 1314–16.               | Папа Јован XXII        | Катедрала у Карпантри Доминиканска кућа у Лиону                                             | [ 34 ]          |
| Папска конклава из 1334.                  | Папа Бенедикт XII      | Папска палата (Авињон)                                                                      | [ 35 ]          |
| Папска конклава из 1342.                  | Папа Климент VI        | Папска палата (Авињон)                                                                      | [ 36 ]          |
| Папска конклава из 1352.                  | Папа Иноћентије VI     | Папска палата (Авињон)                                                                      | [ 37 ]          |
| Папска конклава из 1362.                  | Папа Урбан V           | Папска палата (Авињон)                                                                      | [ 38 ]          |
| Папска конклава из 1370.                  | Папа Гргур XI          | Папска палата (Авињон)                                                                      | [ 39 ]          |
| Папска конклава из 1378.                  | Папа Урбан VI          | Стара базилика Светог Петра (Рим)                                                           | [ 40 ]          |
| Авињонска папска конклава 1378.           | Антипапа Климент VII   | (Фонди)                                                                                     | [ 40 ]          |
| Папска конклава из 1389.                  | Папа Бонифације IX     | Апостолска палата (Рим)                                                                     | [ 41 ]          |
| Авињонска папска конклава 1394            | Антипапа Бенедикт XIII | Папска палата (Авињон)                                                                      | [ 42 ]          |
| Папска конклава из 1404.                  | Папа Иноћентије VII    | (Рим)                                                                                       | [ 43 ]          |
| Папска конклава из 1406.                  | Папа Гргур XII         | (Рим)                                                                                       | [ 44 ]          |
| Сабор у Пизи 1409.                        | Антипапа Александар V  | (Пиза)                                                                                      | [ 45 ]          |
| Пизанска папска конклава 1410.            | Антипапа Јован XXIII   | Базилика Свеог Петронија (Болоња)                                                           | [ 46 ]          |
| Сабор у Констанцу 1417.                   | Папа Мартин V          | Катедрала у Констанц                                                                        | [ 47 ]          |
| Авињонска папска конклава 1423.           | Антипапа Климент VIII  | (Пенискола)                                                                                 | [ 48 ]          |
| Папска конклава из 1431.                  | Папа Евгеније IV       | Света Марија над Минервом (Рим)                                                             | [ 49 ] [ 50 ]   |
| Сабор у Фиренци 1439.                     | Антипапа Феликс V      | Базелска црква                                                                              | [ 51 ]          |
| Папска конклава из 1447.                  | Папа Никола V          | Света Марија над Минервом (Рим)                                                             | [ 50 ] [ 52 ]   |
| Папска конклава из 1455.                  | Папа Калист III        | Апостолска палата (Рим)                                                                     | [ 50 ] [ 53 ]   |
| Папска конклава из 1458.                  | Папа Пије II           | Апостолска палата (Рим)                                                                     | [ 2 ] [ 54 ]    |
| Папска конклава из 1446.                  | Папа Павле II          | Апостолска палата (Рим), Капела Парва (гласање) и Капела Магна (кардиналске ћелије)         | [ 50 ] [ 55 ]   |
| Папска конклава из 1471.                  | Папа Сикст IV          | Апостолска палата (Рим)                                                                     | [ 56 ]          |
| Папска конклава из 1484.                  | Папа Иноћентије VIII   | Апостолска палата (Рим)                                                                     | [ 57 ]          |
| Папска конклава из 1492.                  | Папа Александар VI     | Апостолска палата (Рим), Сикстинска капела                                                  | [ 58 ]          |
| Папска конклава из септембра 1503.        | Папа Пије III          | Апостолска палата (Рим)                                                                     | [ 59 ]          |
| Папска конклава из октобра 1503.          | Папа Јулије II         | Апостолска палата (Рим)                                                                     | [ 60 ]          |
| Папска конклава из 1513.                  | Папа Лав X             | Апостолска палата (Рим), Сикстинска капела                                                  | [ 50 ] [ 61 ]   |
| Папска конклава из 1521–22.               | Папа Хадријан VI       | Апостолска палата (Рим)                                                                     | [ 62 ]          |
| Папска конклава из 1523.                  | Папа Климент VII       | Апостолска палата (Рим)                                                                     | [ 63 ]          |
| Папска конклава из 1534.                  | Папа Павле III         | Апостолска палата (Рим), Cappella Parva                                                     | [ 50 ] [ 64 ]   |
| Папска конклава из 1549–50.               | Папа Јулије III        | Апостолска палата (Рим), Павлова капела                                                     | [ 65 ]          |
| Папска конклава из априла 1555.           | Папа Марцел II         | Апостолска палата (Рим)                                                                     | [ 66 ]          |
| Папска конклава из маја 1555.             | Папа Павле IV          | Апостолска палата (Рим)                                                                     | [ 67 ]          |
| Папска конклава из 1159.                  | Папа Пије IV           | Апостолска палата (Рим), Павлова капела                                                     | [ 50 ] [ 68 ]   |
| Папска конклава из 1565–66.               | Папа Пије V            | Апостолска палата (Рим)                                                                     | [ 69 ]          |
| Папска конклава из 1572.                  | Папа Гргур XIII        | Апостолска палата (Рим)                                                                     | [ 70 ]          |
| Папска конклава из 1585.                  | Папа Сикст V           | Апостолска палата (Рим)                                                                     | [ 71 ]          |
| Папска конклава из септембра 1590.        | Папа Урбан VII         | Апостолска палата (Рим)                                                                     | [ 72 ]          |
| Папска конклава из октобра-децембра 1590. | Папа Гргур XIV         | Апостолска палата (Рим)                                                                     | [ 73 ]          |
| Папска конклава из 1591.                  | Папа Иноћентије IX     | Апостолска палата (Рим)                                                                     | [ 74 ]          |
| Папска конклава из 1592.                  | Папа Климент VIII      | Апостолска палата (Рим)                                                                     | [ 75 ]          |
| Папска конклава из марта-априла 1605.     | Папа Лав XI            | Апостолска палата (Рим)                                                                     | [ 76 ]          |
| Папска конклава из маја 1605.             | Папа Павле V           | Апостолска палата (Рим)                                                                     | [ 77 ]          |
| Папска конклава из 1621.                  | Папа Гргур XV          | Апостолска палата (Рим)                                                                     | [ 78 ]          |
| Папска конклава из 1623.                  | Папа Урбан VIII        | Апостолска палата (Рим)                                                                     | [ 79 ]          |
| Папска конклава из 1644.                  | Папа Иноћентије X      | Апостолска палата (Рим)                                                                     | [ 80 ]          |
| Папска конклава из 1655.                  | Папа Александар VII    | Апостолска палата (Рим)                                                                     | [ 81 ]          |
| Папска конклава из 1667.                  | Папа Климент IX        | Апостолска палата (Рим)                                                                     | [ 82 ]          |
| Папска конклава из 1669–1670.             | Папа Климент X         | Апостолска палата (Рим)                                                                     | [ 83 ]          |
| Папска конклава из 1676.                  | Папа Иноћентије XI     | Апостолска палата (Рим)                                                                     | [ 84 ]          |
| Папска конклава из 1689.                  | Папа Александар VIII   | Апостолска палата (Рим)                                                                     | [ 85 ]          |
| Папска конклава из 1691.                  | Папа Иноћентије XII    | Апостолска палата (Рим)                                                                     | [ 86 ]          |
| Папска конклава из 1700.                  | Папа Климент XI        | Апостолска палата (Рим)                                                                     | [ 87 ]          |
| Папска конклава из 1721.                  | Папа Иноћентије XIII   | Апостолска палата (Рим)                                                                     | [ 88 ]          |
| Папска конклава из 1724.                  | Папа Бенедикт XIII     | Апостолска палата (Рим)                                                                     | [ 89 ]          |
| Папска конклава из 1730.                  | Папа Климент XII       | Апостолска палата (Рим)                                                                     | [ 90 ]          |
| Папска конклава из 1740.                  | Папа Бенедикт XIV      | Апостолска палата (Рим)                                                                     | [ 91 ]          |
| Папска конклава из 1758.                  | Папа Климент XIII      | Апостолска палата (Рим)                                                                     | [ 92 ]          |
| Папска конклава из 1769.                  | Папа Климент XIV       | Апостолска палата (Рим)                                                                     | [ 93 ]          |
| Папска конклава из 1774–75.               | Папа Пије VI           | Апостолска палата (Рим)                                                                     | [ 94 ]          |
| Папска конклава из 1799–1800.             | Папа Пије VII          | Манастир Светог Ђорђа (Венеција)                                                            | [ 95 ]          |
| Папска конклава из 1823.                  | Папа Лав XII           | Квириналска палата (Рим)                                                                    | [ 96 ]          |
| Папска конклава из 1829.                  | Папа Пије VIII         | Квириналска палата (Рим)                                                                    | [ 97 ]          |
| Папска конклава из 1830–31.               | Папа Гргур XVI         | Квириналска палата (Рим)                                                                    | [ 98 ]          |
| Папска конклава из 1846.                  | Папа Пије IX           | Квириналска палата (Рим)                                                                    | [ 99 ]          |
| Папска конклава из 1878.                  | Папа Лав XIII          | Апостолска палата (Рим), Сикстинска капела                                                  | [ 100 ]         |
| Папска конклава из 1903.                  | Папа Пије X            | Апостолска палата (Рим), Сикстинска капела                                                  | [ 101 ]         |
| Папска конклава из 1914.                  | Папа Бенедикт XV       | Апостолска палата (Рим), Сикстинска капела                                                  | [ 102 ]         |
| Папска конклава из 1922.                  | Папа Пије XI           | Апостолска палата (Рим), Сикстинска капела                                                  | [ 103 ]         |
| Папска конклава из 1939.                  | Папа Пије XII          | Апостолска палата (Ватикан), Сикстинска капела                                              | [ 104 ]         |
| Папска конклава из 1958.                  | Папа Јован XXIII       | Апостолска палата (Ватикан), Сикстинска капела                                              | [ 105 ]         |
| Папска конклава из 1963.                  | Папа Павле VI          | Апостолска палата (Ватикан), Сикстинска капела                                              | [ 106 ]         |
| Папска конклава из августа 1978.          | Папа Јован Павле I     | Апостолска палата (Ватикан), Сикстинска капела                                              | [ 107 ]         |
| Папска конклава из октобра 1978.          | Папа Јован Павле II    | Апостолска палата (Ватикан), Сикстинска капела                                              | [ 107 ]         |
| Папска конклава из 2005.                  | Папа Бенедикт XVI      | Апостолска палата (Ватикан), Сикстинска капела                                              | [ 108 ]         |
| Папска конклава из 2013.                  | Папа Фрања             | Апостолска палата (Ватикан), Сикстинска капела                                              | [ 109 ] [ 110 ] |
| Папска конклава из 2025.                  | избор у току           | Апостолска палата (Ватикан), Сикстинска капела                                              |                 |